# Lathrotriccus griseipectus
El mosquero pechigrís (Lathrotriccus griseipectus), también denominado mosquerito pechigrís (en Ecuador), mosquerito de pecho gris (en Perú) o mosqueta de pecho gris, es una especie de ave paseriforme de la familia Tyrannidae, una de las dos pertenecientes al género Lathrotriccus. Es nativa de una región restringida del noroeste de América del Sur.

## Distribución y hábitat
Se encuentra confinada en la zona árida subtropical del oeste de Ecuador (Esmeraldas, Pichincha, Manabí, Los Ríos, Guayas, Cañar, Azuay, El Oro y Loja)  y norte del Perú (Tumbes, Piura, Lambayeque y Cajamarca), en la pendiente occidental de la cordillera de los Andes y en los valles del río Marañón y del Chinchipe en la pendiente oriental.
Esta especie es actualmente considerada poco común y local en sus hábitats naturales: el sotobosque de bosques tropicales caducifolios y semi-caducifolios, y también bosques húmedos, desde el nivel del mar hasta los 1700 m de altitud.

## Descripción
Mide 13 cm de longitud. Es oliva grisáceo por arriba, con anillo ocular y región supraloral blancos; las alas son morenas con dos llamativas listas blancas. La garganta es gris pálido, el pecho gris y el vientre blanco amarillento. Los juveniles tienen las lista de las alas pardo amarillento y el vientre más amarillo. En campo aparece como bastante gris, lo que combinado con las listas de las alas, el anillo ocular y la mancha supraloral, evitan confundirlo con, por ejemplo, Contopus punensis.

## Estado de conservación
El mosquero pechigrís ha sido calificado como vulnerable por la Unión Internacional para la Conservación de la Naturaleza (IUCN) debido a que su zona de distribución es actualmente pequeña y severamente fragmentada como resultado de la rápida y continua deforestación, y su población es considerada declinante y estimada entre 2500 y 10 000 individuos maduros.

### Amenazas
La tasa de deforestación abajo de los 900 m s. n. m. en el oeste de Ecuador, fue de 57% por década entre 1958-1988. La pérdida de hábitat continúa significativa, al menos en áreas no protegidas, tanto en Ecuador como en el Perú, y luego habrá sido retirado casi todo el bosque de tierras bajas. La perturbación y degradación causadas por el pastoreo intenso de caprinos y bovinos también representan una seria amenaza al sotobosque de bosques caducifolios. Inclusive áreas protegidas son afectadas por establecimientos ilegales, deforestación y pastoreos. Las quemadas descontroladas iniciadas para limpiar tierras para agricultura o pastoreo, o para eliminar enmarañados para mejorar pastizales para ganado, son una seria amenaza en la Cordillera Chongón Colonche.

### Acciones de conservación
Esta especie ocurre en diversas áreas de protección: en el Perú, incluyendo el parque nacional Cerros de Amotape, el coto de caza El Angolo, el refugio de vida silvestre Laquipampa, el área de conservación regional Salitral – Huarmaca, la reserva de vida silvestre Bosques Nublados de Udima (en parte reconocida debido a la presencia de la presente especie) y el área de conservación regional Angostura - Faical; en Ecuador, incluyendo el parque nacional Machalilla, el bosque protector Cerro Blanco, la reserva Jauneche y el bosque protector Chongón-Colonche. En este último, los 776 km² parcialmente forestados pueden ayudar a la especie, sin embargo la reforestación fue focalizada en árboles no nativos y/o de valor comercial, como Cedrela odorata y Prosopis juliflora, lo que proporciona poco o ningún incentivo a mantener o enriquecer el bosque nativo. La Fundación Pro-bosque, en Ecuador, ha restaurado aproximadamente 250 ha del hábitat potencial de Lathrotriccus en el bosque protector Cerro Blanco, utilizando 35 especies de árboles nativos, y también mantiene un programa de educación ambiental para los casi 3500 visitantes anuales y los 2500 escolares en la zona tampón de la reserva.

## Comportamiento
Puede realizar algunos movimientos estacionales y, a pesar de que su exacta naturaleza no está clara, puede trasladarse a bosques más húmedos durante la estación seca. Usualmente se le encuentra solitario o en pareja, encaramado de forma inconspícua en la sombra de enmarañados de vegetación desde donde realiza vuelos hacia áreas iluminadas por el sol.

### Reproducción
Se presume que la nidificación ocurre en la estación lluviosa, entre enero y mayo, ya que individuos inmaduros fueron colectados en marzo.

### Vocalización
Su canto es un espinoso «zhuiír zhuiir-zhuer-zhuer». Es más vocal durante la estación lluviosa.

## Sistemática

### Descripción original
La especie L. griseipectus fue descrita por primera vez por el ornitólogo estadounidense George Newbold Lawrence en 1870 bajo el nombre científico Empidonax griseipectus; la localidad tipo es: «Isla Puná, Ecuador».

### Etimología
El nombre genérico masculino «Lathrotriccus» se compone de las palabras del griego «lathraios, lathrios» que significa ‘secreto’, y « τρικκος trikkos» un pequeño pájaro no identificado; en ornitología, «triccus» significa «atrapamoscas tirano»; y el nombre de la especie «griseipectus», se compone de las palabras del latín «griseum» que significa ‘gris’, y «pectus, pectoris» que significa ‘pecho’.

### Taxonomía
Desde su descripción y por mucho tiempo, estuvo colocada en el género Empidonax. Es monotípica.